# Kurt Schütte

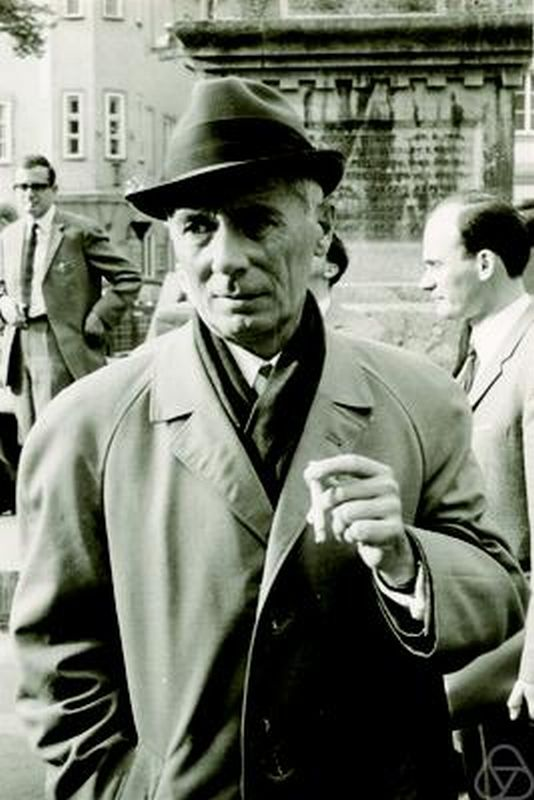
Kurt Schütte

Kurt Schütte (Salzwedel, 14 oktober 1909 - München, 18 augustus 1998) was een Duitse wiskundige en hoogleraar.
In 1953 loste hij met de Nederlandse wiskundige Bartel Leendert van der Waerden het door Isaac Newton gesignaleerde probleem van het kusgetal voor 3 dimensies op.
Midden jaren 60 gaat in de bewijstheorie het Feferman-Schütte-ordinaalgetal mede terug op hem omdat hij dit onafhankelijk van Solomon Feferman vond.